# Maianthemum stenolobum
Maianthemum stenolobum là một loài thực vật có hoa trong họ Măng tây. Loài này được (Franch.) S.C.Chen & Kawano mô tả khoa học đầu tiên năm 2000.